# الهيئة المستقلة لحقوق الإنسان
الهيئة المستقلة لحقوق الإنسان هي مؤسسة وطنية فلسطينية تُعنى بحقوق الإنسان.

## التأسيس
تأسست عام 1993 بموجب مرسوم رئاسي صادر عن الرئيس الفلسطيني ياسر عرفات في 30 سبتمبر 1993، وذلك تطبيقًا للمادة 31 من القانون الأساسي الفلسطيني والتي تنص على أنه «تنشأ هيئة مستقلة لحقوق الإنسان بموجب قانون ستحدد تشكيلها وواجباتها واختصاصاتها». لاحقًا نُشر المرسوم الرئاسي رقم 59 في الجريدة الرسمية لسنة 1995 المتعلق بشأن تأسيسها تحت اسم «الهيئة الوطنية الفلسطينية العليا لحقوق الإنسان». كانت الدكتورة حنان عشراوي أول مدير عام للهيئة. المدير العام الحالي لها هو عمار الدويك.

## المهام
أوكل المرسوم الرئاسي رقم 59 لسنة 1995 للهيئة مهام هي متابعة وضمان توافر متطلبات صيانة حقوق الإنسان في مختلف القوانين والتشريعات والأنظمة الفلسطينية، بالإضافة إلى مختلف الدوائر والأجهزة والمؤسسات في دولة فلسطين ومنظمة التحرير الفلسطينية.

## وصلات خارجية
- موقع الهيئة